# Erin Cuthbert
Erin Jacqueline Cuthbert (født 19. juli 1998) er kvindelig skotsk fodboldspiller, der spiller midtbane for Chelsea i FA Women's Super League og Skotlands kvindefodboldlandshold.
Hun fik officielt landsholdsdebut i juni 2016, mod Hviderusland og deltog også ved EM i fodbold for kvinder 2017 og VM i fodbold for kvinder 2019, efter at Skotland havde vundet deres kvalifikationsgruppe forud for slutrunden. Hun scorede i øvrigt også et mål ved VM-slutrunden i 2019, mod Argentina.

## Meritter
Glasgow City
- SWPL: 2015, 2016
- SWPL Cup: 2015
- Scottish Women's Cup: 2015

Chelsea
- FA WSL: 2017, 2017–18
- FA Women's Cup: 2018
- FA Women's League Cup 2019-2020